# Кошелёво (Дмитровский район)
Кошелёво (Покро́вское, Коротецкое) — село в Дмитровском районе Орловской области. Входит в состав Лубянского сельского поселения.

## География
Расположено в 17 км к востоку от Дмитровска на реке Неживке, при впадении в неё ручья Коротецкого. Земля в селе глинистая, местами неплодородная. В окрестностях Кошелёва много смешанных лесов.

## Этимология
До XVIII века село называлось Покровское, по находившемуся здесь храму Покрова Пресвятой Богородицы. В источниках XVIII—XIX веков село упоминается под названием Коротецкое — по Коротецкому ручью, берущему начало в Коротецком логу и впадающему в реку Неживку. С середины XIX века встречаются упоминания села под современным названием Кошелёво. Происхождение этого названия точно не установлено. Предположительно, оно было дано по фамилии местного землевладельца Кошелёва.

## История
В 1860 году селом владел князь Борис Дмитриевич Голицын. В 1866 году в бывшем владельческом селе Кошелёво было 67 дворов, проживало 692 человека (323 мужского пола и 369 женского), действовали 4 маслобойни.
В 1877 году в селе было 116 дворов, проживал 761 человек, действовали почтовая станция и кирпичный завод. В то время Кошелёво входило в состав Лубянской волости Дмитровского уезда. В 1885 году была открыта земская школа. В 1887 году в селе действовали 3 кабака, процветало пьянство. В 1894 году в Кошелёво был 121 двор. В то время село было частью имения князя Голицына. Из-за низкой плодородности земли, значительная часть крестьян на летнее время уходила в южные губернии на заработки: делать кирпич, печи, плотничать и т.д.
В 1897 году в селе проживало 830 человек (404 мужского пола и 426 женского), всё население исповедовало православие. По данным 1905 года в селе действовал кабак.
В 1926 году в селе было 116 хозяйств (в том числе 113 крестьянского типа), проживал 521 человек (235 мужского пола и 286 женского), действовали: школа 1-й ступени, красный уголок, 2 кооперативных торговых заведения III разряда. В то время Кошелёво входило в состав Лубянского сельсовета Лубянской волости Дмитровского уезда.
С 1928 года в составе Дмитровского района. В 1937 году в Кошелёво был 121 двор, действовала школа. Во время Великой Отечественной войны, с октября 1941 года по август 1943 года, находилось в зоне немецко-фашистской оккупации. По состоянию на 1945 год в селе действовал колхоз «Красное Кошелёво».

## Население
| 1853 | 1866 | 1877 | 1897 | 1926 | 1979 | 2002 |
| ---- | ---- | ---- | ---- | ---- | ---- | ---- |
| 759  | ↘692 | ↗761 | ↗830 | ↘521 | ↘135 | ↘63  |
| 2010 |      |      |      |      |      |      |
| ↘21  |      |      |      |      |      |      |

## Храм Покрова Пресвятой Богородицы
В селе находятся руины православного храма Покрова Пресвятой Богородицы, построенного в 1728 году. К приходу храма, помимо жителей Кошелёва, было приписано население соседней деревни Игнатеево.